# Cameră hipobară
Cameră hipobară este o incintă utilizată pentru simularea efectelor altitudinii asupra organismului uman (hipoxie si hipobarie).